# Senna viminea
Senna viminea là một loài thực vật có hoa trong họ Đậu. Loài này được (L.) H.S.Irwin & Barneby miêu tả khoa học đầu tiên.